# یوکن لارارت
یوکن لارارت (انگلیسی: Eukene Larrarte؛ زادهٔ ۱۳ اوت ۱۹۹۸) دوچرخه‌سوار اهل اسپانیا است.
وی در مسابقات کشوری و بین‌المللی در مجموع برندهٔ ۱ مدال نقره شده‌است.